# Замосточне (Логойський район)
Замосточне — (біл. вёска Замасточье), село (веска) в складі Логойського району розташоване в Мінській області Білорусі, підпорядковане Знаменівській сільській раді.
Село Замосточне розташоване в центральних районах Білорусі, у північній частині Мінської області - орієнтовне розташування [Архівовано 22 червня 2007 у Wayback Machine.].